# Venturia linearis
Venturia linearis är en stekelart som beskrevs av Setsuya Momoi 1970. Venturia linearis ingår i släktet Venturia och familjen brokparasitsteklar. Inga underarter finns listade i Catalogue of Life.